# Cimmeritodes
Cimmeritodes is een geslacht van kevers uit de familie van de loopkevers (Carabidae). De wetenschappelijke naam van het geslacht is voor het eerst geldig gepubliceerd in 1996 door Deuve.

## Soorten
Het geslacht Cimmeritodes is monotypisch en omvat slechts de volgende soort:
- Cimmeritodes huangi Deuve, 1996